# Afrogarypus castigatus
Espèce
Afrogarypus castigatus est une espèce de pseudoscorpions de la famille des Geogarypidae.

## Distribution
Cette espèce est endémique du KwaZulu-Natal en Afrique du Sud. Elle se rencontre vers St Lucia.

## Description
La femelle holotype mesure 1,55 mm et le mâle paratype 1,35 mm.

## Publication originale
- Neethling & Haddad, 2017 : A systematic revision of the South African pseudoscorpions of the family Geogarypidae (Arachnida: Pseudoscorpiones). Navorsinge van die Nasionale Museum (Bloemfontein), vol. 32, no 1, p. 1-80.